# РФШ (жіночий футбольний клуб)
«Ризька футбольна школа» (латис. Rīgas Futbola skola sieviešu)  — латвійський жіночий футбольний клуб з міста Рига. Виступає у чемпіонаті Латвії. 6-разовий переможець національного чемпіонату, 5-разовий переможець кубку Латвії.

## Досягнення
- Чемпіонат Латвії
  -  Чемпіон (8): 2013, 2014, 2015, 2016, 2017, 2018, 2020, 2021

- Кубок Латвії
  -  Володар (5): 2014, 2015, 2016, 2017, 2018

## Статистика виступів у Лізі чемпіонів
| Сезон   | Змагання       | Раунд                 | Суперник                 | Результат | Результат | Результат |
| Сезон   | Змагання       | Раунд                 | Суперник                 | Вдома     | На виїзді | Загалом   |
| ------- | -------------- | --------------------- | ------------------------ | --------- | --------- | --------- |
| 2014-15 | Ліга чемпіонів | Кваліфікаційний раунд | «Конак Беледієсі»        | 0-11      | 0-11      | 0-11      |
| 2014-15 | Ліга чемпіонів | Кваліфікаційний раунд | «Цюрих»                  | 0-2       | 0-2       | 0-2       |
| 2014-15 | Ліга чемпіонів | Кваліфікаційний раунд | Мінськ                   | 0-7       | 0-7       | 0-7       |
| 2015-16 | Ліга чемпіонів | Кваліфікаційний раунд | «Житлобуд-1» (Харків)    | 1-4       | 1-4       | 1-4       |
| 2015-16 | Ліга чемпіонів | Кваліфікаційний раунд | ПК-35 Ванта              | 0-9       | 0-9       | 0-9       |
| 2015-16 | Ліга чемпіонів | Кваліфікаційний раунд | Нове Замки               | 3-2       | 3-2       | 3-2       |
| 2016-17 | Ліга чемпіонів | Кваліфікаційний раунд | «Житлобуд-1» (Харків)    | 0-2       | 0-2       | 0-2       |
| 2016-17 | Ліга чемпіонів | Кваліфікаційний раунд | СФК 2000                 | 0-3       | 0-3       | 0-3       |
| 2016-17 | Ліга чемпіонів | Кваліфікаційний раунд | «Рамат» (Рамат-га-Шарон) | 0-4       | 0-4       | 0-4       |
| 2017-18 | Ліга чемпіонів | Кваліфікаційний раунд | «Аякс»                   | 0-6       | 0-6       | 0-6       |
| 2017-18 | Ліга чемпіонів | Кваліфікаційний раунд | «Стандард» (Льєж)        | 0-8       | 0-8       | 0-8       |
| 2017-18 | Ліга чемпіонів | Кваліфікаційний раунд | «Пярну»                  | 0-2       | 0-2       | 0-2       |

## Відомі гравчині
- Марія Ібрагімова